# Cabombaceae
Famille
Classification APG III (2009)
Les Cabombaceae (ou Cabombacées en français) sont une famille de plantes à fleurs primitives de l'ordre des Nymphaeales.
Ce sont des plantes aquatiques, rhizomateuses, à feuilles submergées ou flottantes, des régions tempérées à tropicales (sauf en Europe).

## Étymologie
Le nom vient du genre Cabomba qui serait un nom vernaculaire aborigène.

## Classification
Suivant la classification phylogénétique APG II (2003), cette famille est de divergence ancienne et ne fait pas partie des vraies dicotylédones. La famille peut optionnellement être incluse dans les Nymphaeaceae.
En classification phylogénétique APG III (2009), cette famille est placée dans l'ordre Nymphaeales.

## Liste des genres
Selon Angiosperm Phylogeny Website (27 mars 2010), World Checklist of Selected Plant Families (WCSP) (27 mars 2010), ITIS (27 mars 2010), NCBI (27 mars 2010) et DELTA Angio (27 mars 2010) :
- genre Brasenia Schreb. (1789)
- genre Cabomba Aubl. (1775)

## Liste des espèces
Selon World Checklist of Selected Plant Families (WCSP) (27 mars 2010) :
- genre Brasenia Schreb. (1789)
  - Brasenia schreberi  J.F.Gmel. (1791)
- genre Cabomba Aubl. (1775)
  - Cabomba aquatica  Aubl. (1775)
  - Cabomba caroliniana  A.Gray (1837)
  - Cabomba furcata  Schult. & Schult.f. (1830)
  - Cabomba haynesii  Wiersema (1989)
  - Cabomba paliformis  Fassett (1953)

Selon ITIS (27 mars 2010) :
- genre Brasenia Schreb.
  - Brasenia schreberi J.F. Gmel.
- genre Cabomba Aubl.
  - Cabomba caroliniana Gray
  - Cabomba furcata J.A. & J.H. Schultes
  - Cabomba haynesii Wiersema
  - Cabomba palaeformis Fassett

Selon NCBI (27 mars 2010) :
- genre Brasenia
  - Brasenia schreberi
- genre Cabomba
  - Cabomba aquatica
  - Cabomba caroliniana
  - Cabomba furcata